# Pendanthura siamensis
Pendanthura siamensis is een pissebed uit de familie Anthuridae. De wetenschappelijke naam van de soort is voor het eerst geldig gepubliceerd in 2000 door Brian Frederick Kensley & Schotte.